# Дембяни (Бартошицький повіт)
Дембяни (пол. Dębiany, нім. Dombehnen) — село в Польщі, у гміні Бартошиці Бартошицького повіту Вармінсько-Мазурського воєводства.